# Сулицкий, Владимир Николаевич
Влади́мир Никола́евич Сули́цкий — российский учёный, профессор, преподаватель, доктор экономических наук, кандидат технических наук,

## Биография
- профессор экономического факультета Академии народного хозяйства при Правительстве Российской Федерации.[1]
- Преподает курс в АНХ «Математические методы в экономике».
- Область научных интересов включает теорию вероятностей и математическую статистику, методы оптимизации, математическую экономику.

## Семья
Жена — Сулицкая Татьяна Ивановна, дипломат, учёный-востоковед.

## Научные труды
- Автор более 90 публикаций, среди которых монографии, брошюры и статьи в научных изданиях на русском и английском языках.
- "Организационно-экономические проблемы управления кадрами в отрасли" (1986 г.)
- «Методы статистического анализа в управлении» (2002 г.)
- «Деловая статистика и вероятностные методы в управлении» (2009 г.)